# Elvijs Misāns
Elvijs Misāns (Sigulda, 8 aprile 1989) è un triplista e lunghista lettone, vincitore di numerosi titoli nazionali.

## Record nazionali
- Salto in lungo: 8,08 m ( Saldus, 12 luglio 2016)

## Palmarès
| Anno | Manifestazione    | Sede       | Evento         | Risultato | Prestazione | Note                                     |
| ---- | ----------------- | ---------- | -------------- | --------- | ----------- | ---------------------------------------- |
| 2006 | Mondiali juniores | Pechino    | 200 m piani    | Batteria  | 22"05       |                                          |
| 2007 | Europei juniores  | Hengelo    | 100 m piani    | 4º        | 10"60       |                                          |
| 2007 | Europei juniores  | Hengelo    | 200 m piani    | 4º        | 21"13       |                                          |
| 2009 | Europei under 23  | Kaunas     | Salto triplo   | 15º (q)   | 15"56       |                                          |
| 2011 | Europei indoor    | Parigi     | Salto in lungo | 10º (q)   | 7,86 m      |                                          |
| 2011 | Europei indoor    | Parigi     | Salto triplo   | 18º (q)   | 16,10 m     |                                          |
| 2011 | Europei under 23  | Ostrava    | 100 m piani    | 6º        | 10"63       |                                          |
| 2011 | Europei under 23  | Ostrava    | Salto in lungo | 5º        | 7,72 m      |                                          |
| 2011 | Universiadi       | Shenzen    | Salto in lungo | 20º (q)   | 7,49 m      |                                          |
| 2011 | Universiadi       | Shenzen    | Salto triplo   | 6º        | 16,58 m     |                                          |
| 2013 | Europei indoor    | Göteborg   | Salto in lungo | 8º        | 7,68 m      |                                          |
| 2014 | Europei           | Zurigo     | Salto in lungo | 10º       | 7,76 m      |                                          |
| 2015 | Mondiali allievi  | Praga      | Salto in lungo | nm (q)    | nm (q)      |                                          |
| 2015 | Universiadi       | Gwangju    | Salto in lungo | 34º (q)   | 5,41 m      |                                          |
| 2016 | Europei           | Amsterdam  | Salto in lungo | 20º (q)   | 7,61 m      |                                          |
| 2016 | Europei           | Amsterdam  | Salto triplo   | 9º        | 16,32 m     |                                          |
| 2017 | Europei indoor    | Belgrado   | Salto in lungo | Finale    | nm          |                                          |
| 2017 | Europei indoor    | Belgrado   | Salto triplo   | 4º        | 17,02 m     | Miglior prestazione personale            |
| 2017 | Mondiali          | Londra     | Salto triplo   | 16º (q)   | 16,55 m     |                                          |
| 2018 | Mondiali indoor   | Birmingham | Salto triplo   | 10º       | 16,55 m     | Miglior prestazione personale stagionale |
| 2018 | Europei           | Berlino    | Salto triplo   | 17º (q)   | 16,26 m     |                                          |
| 2019 | Europei indoor    | Glasgow    | Salto triplo   | 16º (q)   | 16,16 m     |                                          |

## Altre competizioni internazionali
2007
- Argento in Coppa Europa ( Odense), 200 m piani - 21"20
- Bronzo in Coppa Europa ( Odense), 100 m piani - 10"68

2009
- Bronzo agli Europei a squadre ( Banská Bystrica), 200 m piani - 21"05
- Bronzo agli Europei a squadre ( Banská Bystrica), Salto triplo - 15,96 m

2010
- Argento agli Europei a squadre ( Novi Sad), 100 m piani - 10"51

2013
- Oro agli Europei a squadre ( Banská Bystrica), salto in lungo - 7"89

2017
- Argento agli Europei a squadre ( Tel Aviv), salto triplo - 16,27 m

2019
- Oro agli Europei a squadre ( Varaždin), salto in lungo - 7,78 m